# Jonas Dryander
Jonas Dryander, född 5 mars 1748 i Göteborg, död 19 oktober 1810 i London, var en svensk botaniker, en av Carl von Linnés mest framstående lärjungar. 
Dryander blev student vid Uppsala universitet 1765 och vid Lunds universitet 1778 och blev där 1778 filosofie magister. Efter Daniel Solanders död 1782 efterträdde han denne som bibliotekarie vid Royal Society
och även hos naturforskaren Joseph Banks. Han utövade därmed ett stort inflytande på botanikens utveckling i England. Linnean Society räknar honom som en av sina stiftare och då sällskapet 1802 fick kunglig sanktion var han med om att formulera dess stadgar. Det främsta av Dryanders arbeten är Catalogus bibliothecæ historico-naturalis Josephi Banks (1796-1800). Han var även medarbetare i Aitons hortus Kewensis samt skrev bland annat Anmärkningar vid örtsläktet Albuca (1784) och Observations on the genus of Begonia (1791).
Proteaväxtsläktet Dryandra är uppkallat efter Jonas Dryander.
Dryander invaldes 1784 som utländsk ledamot nummer 129 av Kungliga Vetenskapsakademien.
Auktorsnamnet Dryand. kan användas för Jonas Dryander i samband med ett vetenskapligt namn inom botaniken; se Wikipediaartiklar som länkar till auktorsnamnet.